# Île Bell (Îles Grey)
Pour les articles homonymes, voir Île Bell.
L'île Bell (en anglais : Bell Island) est une île située au nord-est de l'île de Terre-Neuve. Elle fait partie des îles Grey. C'est une île inhabitée. 

## Toponymie
Ce sont les marins-pêcheurs bretons qui baptisèrent cette île du nom de "Belle Isle" en mémoire de Belle-Île-en-Mer en Bretagne.Le nom de l'île fut anglicisé au XXe siècle en Bell Island.

## Géographie
L'île Bell est située au Nord-Est de l'île de Terre-Neuve face à l'océan Atlantique. Elle s'élève au large de la localité de Conche. Avec sa voisine l'île Groais, elles forment les îles Grey.
L'île est vallonnée, s'élevant à 152 mètres d'altitude.

## Histoire
Les îles de Bell et de Groais forment les deux «belles îles» repérées en 1534 par Jacques Cartier. 
James Cook a navigué au large de ces îles le 4 juillet 1754.